# Рафаил Леао
Рафаил Леао (порт. Rafael Alexandre Conceição Leão; Алмада, 10. јун 1999) је португалски фудбалер који тренутно наступа за италијански клуб Милан. Игра на позицији нападача.

## Каријера

### Спортинг
У првом тиму Спортинга се појавио замењујући играча у 21. минуту 11. фебруара 2018. године. Дана 2. марта, након што је у другом полувремену заузео место повређеног саиграча, изједначио је резултат неколико минута након што је изашао на терен. 
Дана 14. јуна 2018. Леао је једнострано раскинуо уговор позивајући се на инцидент у којем су играчи и особље били нападнути од стране навијача током тренинга.

### Лил
Дана 8. августа 2018. Леао се придружио француском клубу Лил у оквиру бесплатног трансфера јер је био слободан играч у том тренутку, потписавши петогодишњи уговор. Свој први погодак у француској лиги постигао је у тек свом другом наступу, играјући 67 минута и помажући домаћинима да савладају Кан. 

### Милан
Августа 2019. је потписао петогодишњи уговор са италијанским клубом Милан.
Леао је постигао најбржи гол у историји Серије А и то после 6 секунди од почетка меча против Сасуола 20. децембра 2020. године. 

## Трофеји
Милан
- Серија А (1) : 2021/22.
- Суперкуп Италије (1) : 2024.

Португал
- УЕФА Лига нација (1) : 2024/25.

Португал до 17
- Европско првенство (1) : 2016.